# Christine Manie
Christine Manie (Yaoundé, 4 maggio 1984) è una calciatrice camerunese, centrocampista dello Yzeure e della nazionale camerunese.

## Carriera

### Club
Gioca dal 2012 nel club rumeno Clubul de Fotbal de Feminin Olimpia Cluj-Napoca nel ruolo di attaccante.

### Nazionale

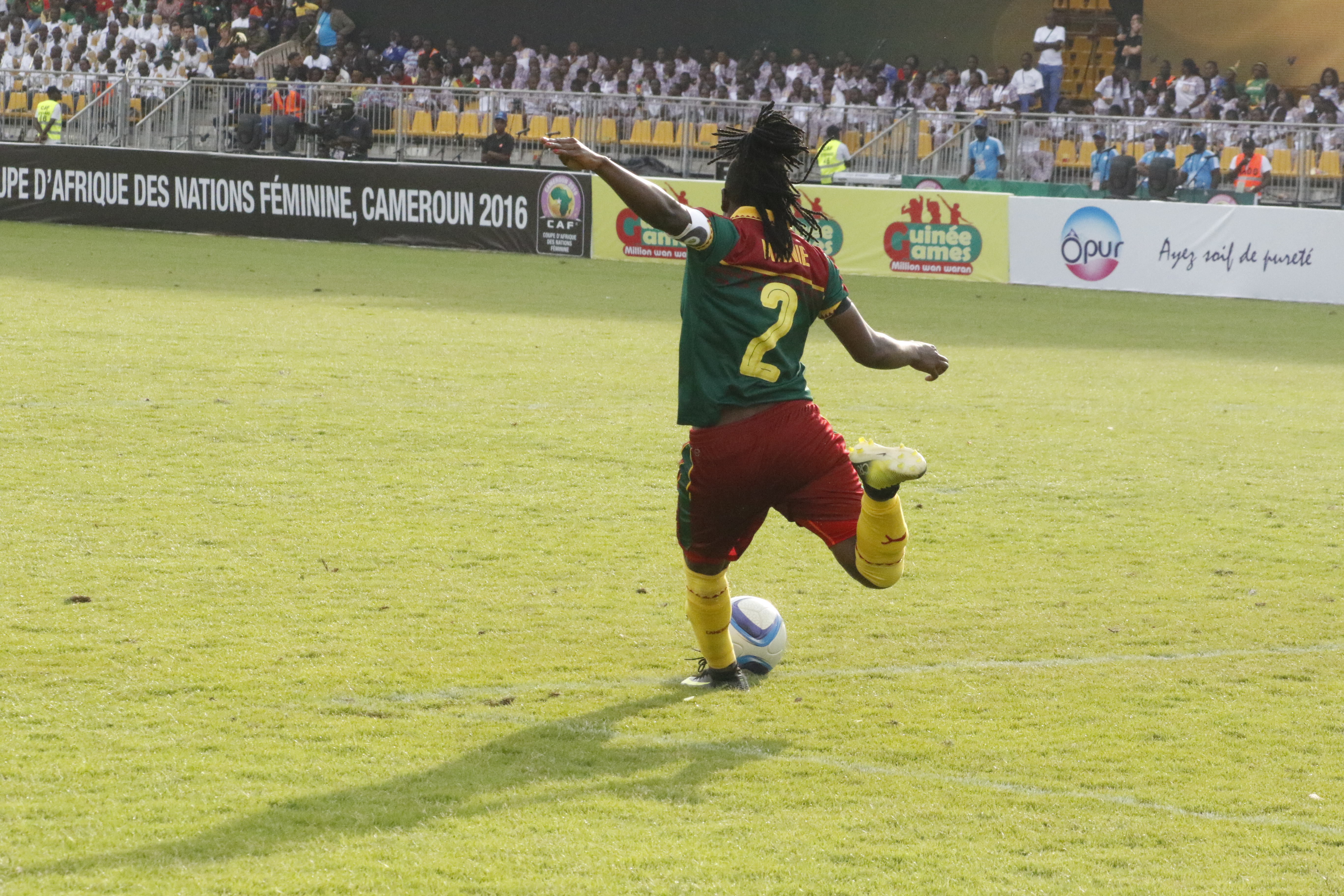
Christine Manie con la maglia della nazionale camerunese.

Christine Manie gioca nell'edizione 2012 della Coppa delle nazioni africane femminile, in cui la nazionale arriva al terzo posto, grazie alla vittoria per 1-0 sulla Nigeria nella finale per il terzo posto, e ottenendo la finale nel 2014 avvenuta grazie alla sconfitta per 2-0 contro la Nigeria garantirà a lei e alle sue compagne la storica qualificazione alla fase finale di un campionato mondiale femminile di calcio all'edizione di Canada 2015. In questa edizione della Coppa d'Africa ha segnato il gol decisivo in semifinale contro la Costa d'Avorio al 118º minuto della partita.
Successivamente viene convocata dalla Federazione calcistica del Camerun per rappresentare la nazione vestendo la maglia della nazionale femminile ai Giochi della XXX Olimpiade nel 2012. La squadra inserita nel Gruppo E non riesce comunque a superare la prima fase del Torneo.
Viene inserita nella rosa della Nazionale in partenza per il Campionato mondiale femminile di calcio 2015 che si gioca in Canada. In questa edizione dopo aver superato il girone eliminatorio con sei punti; frutto di due vittorie e una sconfitta, viene eliminata agli ottavi di finale dalla Nazionale di calcio femminile della Cina con il risultato di 1 a 0 a favore delle asiatiche.
Nel 2016 partecipa alla Coppa delle nazioni africane femminile in cui la sua nazionale era qualificata di diritto essendone l'organizzatrice. Il Camerun arriverà fino in finale dove però viene sconfitta dalla nazionale Nigeriana per 1 a 0.
Inserita in rosa dal nuovo Commissario tecnico Joseph Ndoko per la Coppa delle Nazioni Africane di Ghana 2018, condivide il percorso della sua nazionale che la vede approdare alla finalina per il terzo posto e, dopo aver superato per 4-2 le avversarie del Mali, dove chiude le marcature per il Camerun, assicurarsi l'accesso al Mondiale di Francia 2019.

## Palmarès

### Club
- Campionato rumeno: 3

2012-2013, 2013-2014, 2014-2015
- Coppa di Romania femminile: 3

2012-2013, 2013-2014, 2014-2015